# Catas Altas da Noruega
Catas Altas da Noruega este un oraș în unitatea federativă Minas Gerais (MG), Brazilia.